# Le Marillais
Le Marillais är en kommun i departementet Maine-et-Loire i regionen Pays de la Loire i nordvästra Frankrike. Kommunen ligger i kantonen Saint-Florent-le-Vieil som tillhör arrondissementet Cholet. År 2018 hade Le Marillais 1 128 invånare.

## Befolkningsutveckling
Antalet invånare i kommunen Le Marillais
| Referens: INSEE |